# 蘭氏結
蘭氏結（英語：Nodes of Ranvier）又名郎氏結，郎飞氏结。是神经元的一部分，以首位描述該結構的法國科學家路易斯·安托万·兰维尔為名。
神經元的髓鞘包覆著軸突，蘭氏結是神經元上每隔數毫米就會出現的沒有髓鞘的部分。
跳跃传导学说认为，因为在蘭氏结之间的结间区的电阻极高，而在结区的电阻极低，并且轴突膜仅在结区可接触细胞外液，所以，局部电流必须在蘭氏结处穿出膜在髓鞘处形成回路，进行跳跃式传导。
虾的内侧大纤维没有蘭氏结。

## 附加圖片

神經元細胞結構示意圖
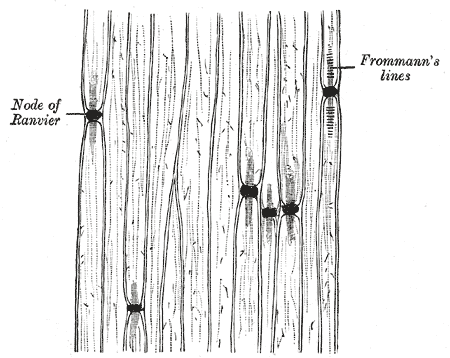
Medullated nerve fibers stained with silver nitrate

## 外部連結
- Cell Centered Database – Node of Ranvier （页面存档备份，存于）
- Organology at UC Davis nervous/pns/nerve2/nerve5 – "PNS, nerve (LM, Medium)"